# Cornești, Dâmbovița
Cornești este satul de reședință al comunei cu același nume din județul Dâmbovița, Muntenia, România.

## Personalități
- Felicia Ungureanu Tiron (n. 1946), interpretă de muzică populară din Oltenia și Muntenia.

 Acest articol despre o localitate din județul Dâmbovița este deocamdată un ciot. Puteți ajuta Wikipedia prin completarea lui.